# أنطون كارلسون
أنطون كارلسون (بالسويدية: Anton Karlsson)‏ هو لاعب هوكي الجليد سويدي، ولد في 20 مايو 1993 في فيتلاندة ‏ في السويد.

## وصلات خارجية
- أنطون كارلسون على موقع EliteProspects.com (الإنجليزية)
- أنطون كارلسون على موقع Eurohockey.com (الإنجليزية)
- أنطون كارلسون على موقع HockeyDB.com (الإنجليزية)